# 着氷計

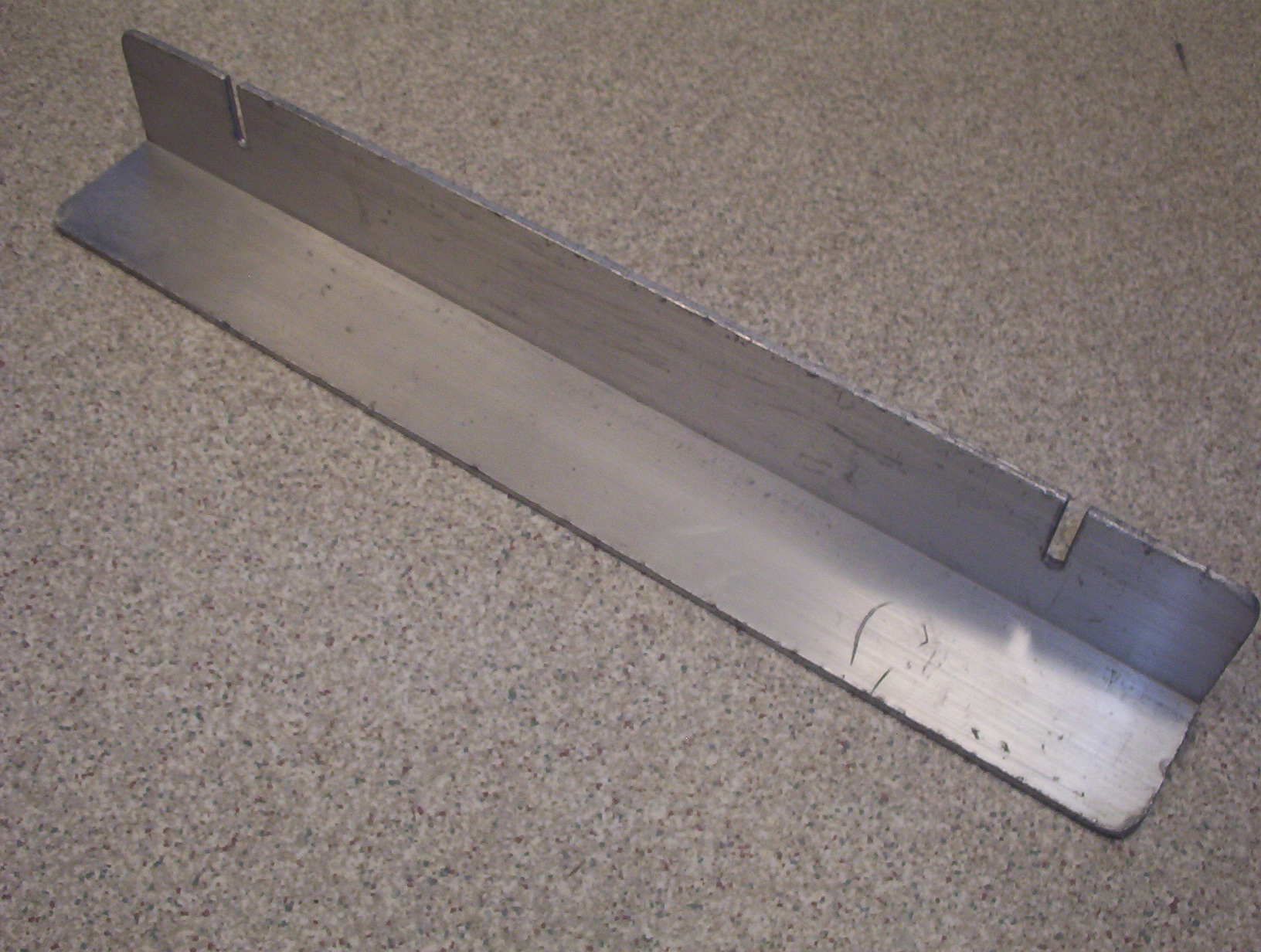
標準的な着氷計（上下逆）

着氷計（ちゃくひょうけい、英語: ice accretion indicator i）は、氷・霜・雨氷あるいは着氷性の霧雨を計測するために使用するものである。
長さ38cm、幅4～5cmのL字型のアルミニウム製の器具である。
通常、百葉箱に取り付けられ、約1メートル (3 ft 3 in)地上から離して設置されるが、人工熱源から離れた他の場所に設置することも可能である。気象観測所には2つ設置され、気象観測のたびに交換される。予備の計器は、常に外気の温度に合わせて使用できる状態にしておく必要があり、通常は百葉箱の中に収納しておく。
観測者が指示器に氷や霜が付着していることを確認した場合、「rime icing on indicator」および「FROIN」（frost on indicator）といった用語で、次の気象観測で連絡する必要がある。着氷計は外気にさらされ、水平に保たれているため、氷点下の降水を観測するための最適な表面となる。